# Miniclip
Miniclip SA — швейцарський видавець мобільних ігор і колишній сайт p браузерними іграми, створений 2001 року. Його створили Роберт Смолл і Тіхан Пресбі з бюджетом у 40 000 фунтів. 2008 року компанія була оцінена в 275 млн фунтів.

## Історія
У 2009 році Miniclip розмістив на своєму вебсайті понад 400 застосунків.
У 2015 році китайська компанія Tencent придбала більшість акцій Miniclip. У грудні 2016 року Miniclip досяг 1 мільярда завантажень мобільних ігор на пристроях iOS, Android і Windows. У березні 2022 року Miniclip оголосив, що досяг 4 мільярдів завантажень, причому лише 8 Ball Pool становить 1 мільярд.
У квітні 2022 року Miniclip оголосив, що почне надавати перевагу своїм мобільним іграм. У результаті портал браузерних ігор було закрито в липні 2022 року, і вебсайт втратив усі, крім двох найпопулярніших ігор, Agar.io та 8 Ball Pool.
У червні 2022 року Miniclip придбала SYBO, видавця та розробника Subway Surfers, умови угоди не розголошувались.

## Студії
| Назва                   | Країна                   | Придбаний |
| ----------------------- | ------------------------ | --------- |
| Масомо                  | Ізмір, Туреччина         | 2019      |
| Квадрат восьми пікселів | Дербі, Британія          | 2020      |
| Основи гри              | Zoetermeer, Нідерланди   | 2021      |
| Ігри про зелених коней  | Бухарест, Румунія        | 2021      |
| Supersonic Software     | Leamington Spa, Британія | 2021      |
| SYBO                    | Копенгаген, Данія        | 2022      |

## Мобільні ігри
Miniclip розробив і опублікував численні мобільні ігри для iOS, Android, Symbian і Windows Phone. Це включає: 8 Ball Pool, Golf Battle, Gravity Guy, Bloons Tower Defense, Plague Inc. для Android, Berry Rush, Agar.io, Diep.io, Mini Militia, Ludo Party та Head Ball 2. Видалення Miniclip режиму Golf Battle Rush викликало велику критику.

## Інші платформи
У вересні 2012 року корпорація Майкрософт оголосила в блозі Windows 31 серпня 2012 року (див. також Список ігор Xbox у Windows), що ігри Miniclip зможуть розповсюджувати свої ігри у підрозділі Xbox Windows 8. Ігри Miniclip, які підтримуються Xbox для Windows 8, включають Gravity Guy, iStunt 2 і Monster Island. Гра Gravity Guy була випущена в Windows Store 29 листопада 2010 року.
У квітні 2013 року більшість ігор Miniclip для Windows 8 і Windows Phone розповсюджувалися безкоштовно протягом одного року. 14 лютого 2017 року Miniclip випустила свою першу гру, сумісну з Xbox One, ПК і PlayStation 4, під назвою MX Nitro.

## Проблеми зі шкідливим програмним забезпеченням
1 вересня 2005 року Команда готовності до комп'ютерних надзвичайних ситуацій США випустила попередження щодо Miniclip:
Елемент керування ActiveX Retro64 / Miniclip CR64 Loader містить уразливість переповнення буфера. Це може дозволити віддаленому неавтентифікованому зловмиснику виконати довільний код у вразливій системі. Хоча елемент керування ActiveX більше не використовується ні retro64.com, ні miniclip.com, будь-яка система, яка використовувала певні сторінки цих веб-сайтів у минулому (до вересня 2005 року), може бути вразливою.
У 2006 році кілька фірм безпеки повідомили, що деякі користувачі Miniclip встановили «miniclipgameloader.dll», який містив ворожий код, ідентифікований як «Trojan Downloader 3069». У тому ж році інше завантаження, пов'язане з Miniclip, інсталювало «високоризикове» шкідливе програмне забезпечення під назвою «Trojan-Downloader. CR64Loader».